# Paulo Almeida
Paulo Almeida Santos (Itarantim, 20 aprile 1981) è un ex calciatore brasiliano, di ruolo centrocampista.

## Carriera

### Club
Ha giocato per molti club, fra cui il Santos, il Benfica e il Corinthians.

### Nazionale
Con la nazionale brasiliana venne convocato alla CONCACAF Gold Cup 2003 in cui ha vinto l'argento. In tutto ha collezionato 5 presenze con la maglia della nazionale.